# 勒梅尼勒泰里比
勒梅尼勒泰里比（法語：Le Mesnil-Théribus，法語發音：[lə menil teʁiby]）是法国瓦兹省的一个市镇，属于博韦区。

## 地理
勒梅尼勒泰里比（49°18'3"N, 1°59'14"E）面积6.61 平方千米，位于法国上法蘭西大區瓦兹省，该省份为法国北部内陆省份，北起索姆省，西接厄尔省和滨海塞纳省，南至塞纳-马恩省和瓦兹河谷省，东临埃纳省。
与勒梅尼勒泰里比接壤的市镇（或旧市镇、城区）包括：博蒙莱诺南、茹伊苏泰勒、莱欧塔利康、蒙舍夫勒伊。
勒梅尼勒泰里比的时区为UTC+01:00、UTC+02:00（夏令时）。

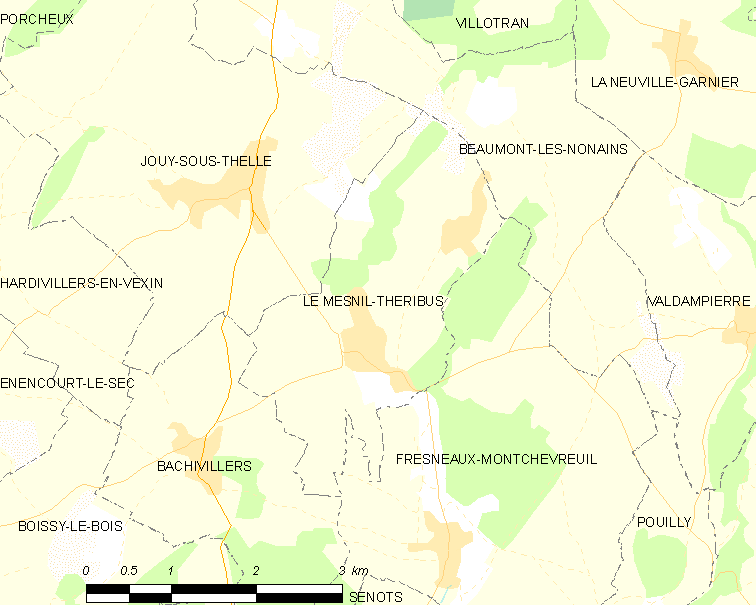
勒梅尼勒泰里比的OSM定位图

## 行政
勒梅尼勒泰里比的邮政编码为60240，INSEE市镇编码为60401。

## 政治
勒梅尼勒泰里比所属的省级选区为韦克桑地区肖蒙县。

## 人口

1962-2008年间勒梅尼勒泰里比人口变化图示

勒梅尼勒泰里比于2022年1月1日时的人口数量为776人。